# ژرژ کازانووا
ژرژ کازانووا (فرانسوی: Georges Casanova‎؛ ۲۶ ژوئیه ۱۸۹۰ – ۲۰ فوریهٔ ۱۹۳۲) شمشیرباز اهل فرانسه بود.
وی در مسابقات کشوری و بین‌المللی در مجموع برندهٔ ۱ مدال برنز شده‌است.